# Tratados de Teoloyucan

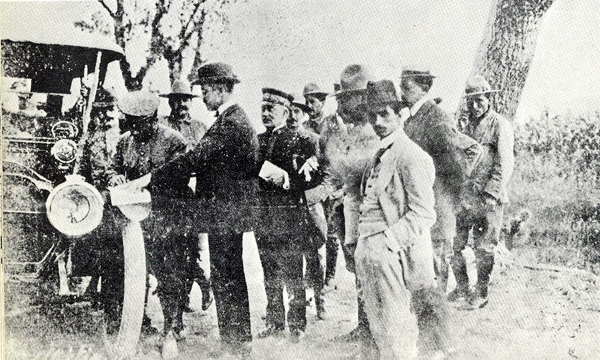
Firma de los Tratados de Teoloyucan

Los Tratados de Teoloyucan fueron los documentos firmados en la localidad del mismo nombre, en el Estado de México el 13 de agosto de 1914 entre los representantes del Cuerpo de Ejército del Noroeste, Álvaro Obregón, Lucio Blanco que formaba parte de los ejércitos revolucionarios que se enfrentaron al gobierno federal de Victoriano Huerta, comandado por Lauro Villar y representado por él mismo, Gustavo A. Salas, José Refugio Velazco y el Almirante Othón P. Blanco que dirigía la Armada del régimen usurpador estableciendo las condiciones en que se verificaría la evacuación de la Plaza de la Ciudad de México por el Ejército Federal y la disolución definitiva del mismo.
Sucedió a la caída del gobierno del entonces Presidente de México, Victoriano Huerta, ante el triunfo del ejército de Venustiano Carranza cuando a mediados de julio el general Lauro Villar, representante del gobierno del presidente interino Francisco S. Carvajal, ya no pudo ofrecer resistencia para negociar, capitulando sin condiciones.
El 9 de agosto, Alfredo Robles Domínguez del Ejército Constitucionalista se entrevistó con el general José Refugio Velasco, secretario de Guerra y Marina del presidente Carvajal y luego de una larga plática en la que adujo como razones para la rendición incondicional la invasión estadounidense de Veracruz y Tampico y la urgencia de evitar nuevos combates convenciéndole de que el Ejército Federal se retirara de la Ciudad de México sin combatir.
El 11 de agosto el gobernador huertista de la Ciudad de México, Eduardo Iturbide acompañado de los ministros plenipotenciarios de Brasil, Gran Bretaña y Guatemala, así como el encargado de negocios de Estados Unidos y el secretario de la delegación francesa se trasladó al campamento de Obregón en Teoloyucan y en un punto del camino entre Cuautitlán a Teoloyucan sobre la salpicadera de un automóvil se firmó el Tratado donde acordaron las bases y procedimiento para la rendición y disolución del Ejército Federal. Dos días después se firmó el Tratado que establecía:

"... las fuerzas federales dejarán la plaza de México distribuyéndose en las poblaciones a lo largo del ferrocarril de México a Puebla y ahí esperarán a los enviados del Ejército Constitucionalista a los que entregarán las armas.
... el resto de las guarniciones federales sobrevivientes Manzanillo, Córdoba y Jalapa, así como las jefaturas militares de Chiapas, Tabasco, Campeche y Yucatán se disolverán en esos lugares y los barcos de la Armada Nacional deberán concentrarse en Manzanillo y Puerto México (hoy Coatzacoalcos).
... los oficiales y jefes quedarán a disposición del Primer Jefe de los constitucionalistas mientras que a los soldados se les ofrecerán medios para volver a sus hogares.
... las tropas federales que han estado combatiendo contra el Ejército Libertador del Sur del general Emiliano Zapata se retirarán de sus posiciones cuando las fuerzas constitucionalistas ocupen sus lugares.

Una vez disuelto el Ejército Federal, Carranza emitió un decreto suprimiendo el Colegio Militar que no volvió a abrir sus puertas hasta 1920 constitucionalista que evolucionaría ya para convertirse en el ejército mexicano 

## Historia
A mediados de julio de 1914, el gobierno del general Victoriano Huerta se dio cuenta de lo inminente de la victoria revolucionaria por lo que el día 15 de julio de ese año, presentó su renuncia a la presidencia y salió al exilio.
El nuevo gobierno intento negociar con los revolucionarios, pero ellos se negaron ya que buscaban la entrega de la capital así como la disolución del ejército federal.
El 11 de agosto de 1914, respetando la resolución a la que habían llegado el general Velasco (representante del ejército federal) y el ingeniero Robles Domínguez (enviado de Venustiano Carranza) el 9 de agosto, la comisión representante del ejército federal salió de la capital de la república al frente iba el ingeniero Robles Domínguez acompañado del ministro de Brasil, Lionel Carden encargado de negocios de los Estados Unidos, el secretario de la delegación Francesa señor Victor Aygesparse, el periodista Rómulo Velasco de Ceballos, el arquitecto Ignacio de la Hidalga, Rafael Lara Grajales y Diego Arenas Guzmán. Dentro de la junta se expusieron los puntos más adecuados para la rendición y salida del ejército federal de la capital de la república.
Al día siguiente, la comitiva federal se incorporó, a las inmediaciones del cuartel del general Álvaro Obregón donde éste les informó, tanto al ingeniero Alfredo Robles Domínguez como al señor Eduardo N. Iturbe y demás miembros presentes en la junta, que a partir de ese día el documento de la entrega de la Ciudad de México y la disolución del ejército federal llevarían por nombre “Tratados de Teoloyucan”. El 13 de agosto de 1914 se firmaron, sobre la salpicadera de un automóvil, los tratados de rendición cuyo objetivo principal fue la disolución del ejército federal y la capitulación de la Ciudad de México.
Se levantaron dos actas; la primera firmada por el general Álvaro Obregón y el gobernador del Distrito Federal, Eduardo Iturbe, en la que se dejó en claro las bases por las cuales las fuerzas constitucionalistas entrarían a la capital del país.
Dentro de la segunda Acta firmada en representación del ejército federal por el general A. Salas y por parte de la armada por el vicealmirante Othón P. Blanco, el general Álvaro Obregón y el general Lucio Blanco en representación del ejército constitucionalista; se establecieron las características en las que se llevó a cabo la evacuación de la plaza de México y la disolución y desarme del ejército federal y el repliegue de la Armada Federal